# 独立協会
独立協会（どくりつきょうかい）は、1896年から1898年まで李氏朝鮮にあった開化派の運動団体。甲申政変に参加した徐載弼が李完用とともに創設し、朝鮮における立憲君主制導入を目指した。ロシア公使アレクセイ・シュペイエルは、アメリカの宣教師が独立協会の活動を支援していたと主張している。

## 概要
当時、李氏朝鮮は清の従属国から解放されたものの、李氏朝鮮に対するロシアの支配力が強くなった。このような背景の中、国の自主独立を願う徐載弼が、李氏朝鮮がロシアの保護国化・植民地化を危惧し、開化思想を民衆に啓蒙するために、1896年に独立協会を設立。同年4月より独立新聞を発行し、協会の主張を啓蒙している。独立協会が刺激となり、仁州の博文協会、賛襄会、保民協会、皇国中央総商会などが誕生した。
独立協会は、李氏朝鮮の国内勢力と対抗しロシア公使館に逃げていた高宗に対し、王宮に戻ることを進言。後に、高宗は王宮に戻り、高宗は朝鮮初の皇帝に即位し（別名:光武皇帝）、国号を大韓帝国（1897年 - 1910年）と改め、李氏朝鮮の自主独立を世界に宣言した。
また独立協会は、日本と清との日清戦争で日本が勝利し、1895年の下関条約で清に朝鮮の独立を認めさせた後、それを祝い、開化思想を啓蒙する一環として、1897年、独立門を建設した。
1897年8月からは、公開討論会（万民共同会）を毎週開いている。この議会では政府のロシアに対する屈辱的な外交が非難され、国家の改革が必要であると議論された。こうした議論の中で近代の民主主義思想が育まれ、活発な民主主義運動が展開された。当時の討論会には李完用、李采淵、李承晩なども参加している。
大韓帝国成立の後に設立された議会では、独立協会から多くの議員を出し、朴定陽内閣を成立させるが、保守勢力と高宗（光武皇帝）は絶対王政を維持しようと朴定陽内閣を退陣させ、趙秉式内閣を組閣させて復古主義的政策をとった。立憲君主制を願う独立協会は、国内の保守勢力である皇国協会に「独立協会は王政を廃止し、朴定陽を大統領とする共和制に移行させようとしている」との噂をでっち上げられ弾圧され、1898年11月25日に政府が解散を命令、1898年12月25日に皇帝勅令によって強制解散となる。以後、活動は一進会などに引き継がれた。
歴代の会長は安駉寿、李完用、尹致昊。